# Strana slobody
Strana slobody (deutsch: Partei der Freiheit), abgekürzt SSL (auch SSl), war eine slowakische politische Partei, in der kommunistischen Tschechoslowakei dann eine Blockpartei. Sie existierte von 1946 bis 1992.

## Wahlen 1946
Die SSL wurde am 1. März 1946 vom slowakischen Politiker Vavro Šrobár als „Kresťansko-republikánska strana“ (deutsch: Christlich-republikanische Partei) gegründet, am 1. April 1946 hat sie dann den Namen „Strana slobody“ angenommen. Sie nahm für sich in Anspruch, auf christliche Traditionen anzuknüpfen und wollte dementsprechend hinsichtlich der kommenden Parlamentswahl 1946 katholische Wähler ansprechen. Diese Absichten wurde jedoch durch die Führung der mehrheitlich evangelisch orientierten Partei Demokratická strana durchkreuzt, die im April 1946 ein Abkommen mit den Repräsentanten der slowakischen katholischen Gemeinde traf und sich ihre Unterstützung sicherte.
Als Mitglied der Nationalen Front war die SSL zwar zu den Wahlen zugelassen, sie blieb bei der Parlamentswahl jedoch weit abgeschlagen mit nur 3,73 Prozent der Stimmen zurück. Die Partei gab die Wochenzeitung Sloboda heraus.

## Weitere Entwicklungen
Nach dem kommunistischen Februarumsturz von 1948 wurde sie als Blockpartei gleichgeschaltet, vor allem die Parteiführung wurde durch die Kommunistische Partei der Slowakei kontrolliert, die demokratisch orientierten Mitglieder wurden aus der Partei ausgeschlossen. Nach der sogenannten samtenen Revolution von 1989 wurde der Versuch unternommen, sie mit einem christlichen Programm zu erneuern; nachdem sie jedoch bei der Parlamentswahl 1990 nur 1,78 Prozent der Stimmen erhielt, wurde sie 1992 aufgelöst.